# Ґо Цуй
Ґо Цуй (26 лютого 1975) — китайська синхронна плавчиня.
Учасниця Олімпійських Ігор 1996 року, де в змаганнях груп у складі своєї збірної посіла передостаннє, 7-ме, місце.